# Silviu Bindea
Silviu Bindea (n. 24 octombrie 1912, Blaj, Austro-Ungaria – d. 6 martie 1992, Blaj, Alba, România) a fost un fotbalist român de nivel internațional, care a jucat ca atacant în echipa națională a României la Campionatele Mondiale de Fotbal din anii 1934 (Italia) și 1938 (Franța).

## Biografie
Silviu Bindea s-a născut la data de 24 octombrie 1912 în orașul Blaj (județul Alba). A jucat ca extremă dreapta la echipele de fotbal Victoria Cluj și Ripensia Timișoara. 
A jucat în Divizia A în 159 meciuri și a marcat 88 goluri. Primul meci în Divizia A l-a susținut la 25 septembrie 1932 (Șoimii Sibiu - Ripensia Timișoara 0-3). A câștigat cu echipa Ripensia Timișoara Cupa României la fotbal în anii 1934 și 1936, iar Campionatul Național în sezoanele 1932/1933, 1934/1935, 1935/1936 și 1937/1938.
A fost selecționat în echipa națională de fotbal a României pentru care a evoluat în 27 meciuri, marcând un număr de 11 goluri. El a făcut parte ca atacant din lotul României la Campionatele Mondiale de Fotbal din 1934 și 1938.
La Turneul Final al Campionatului Mondial din 1934, desfășurat în Italia, Silviu Bindea a jucat în singurul meci al țării noastre, România - Cehoslovacia (1-2). La Turneul Final din 1938 din Franța, Bindea a jucat doar în primul meci din cele două susținute de România cu Cuba, meci încheiat cu scorul de 3-3, el fiind autorul a două dintre cele trei goluri (unul dintre ele fiind marcat în prelungiri). Nemulțumit de rezultatul obținut cu o echipă considerată drept anonimă, antrenorul a schimbat jumătate din echipă, pentru cel de-al doilea meci cu Cuba, păstrând doar cinci jucători din echipa de bază, iar Bindea, deși marcase două goluri, nu a mai intrat pe teren. Jucând cu echipa de rezerve, selecționata României a pierdut cu scorul de 2-1 meciul cu Cuba.
Ultimul meci jucat în Divizia A a avut loc la 27 octombrie 1946 (CFR Timișoara - Carmen București 0-3). În anul 1948, joacă cu echipa Ripensia Timișoara în Cupa Mitropa, marcând 5 goluri în 4 meciuri.
Ulterior a fost antrenor la Știința Timișoara (august 1955 - noiembrie 1956 și septembrie 1960 - martie 1961). A decedat la data de 6 martie 1992.

## Statistici ale carierei
| Sezon   | Club               | Țară    | Meciuri jucate | Goluri |
| ------- | ------------------ | ------- | -------------- | ------ |
| 1929/30 | Victoria Cluj      | România | N/A            | N/A    |
| 1930/31 | Victoria Cluj      | România | N/A            | N/A    |
| 1931/32 | Victoria Cluj      | România | N/A            | N/A    |
| 1932/33 | Ripensia Timișoara | România | 12             | 7      |
| 1933/34 | Ripensia Timișoara | România | 15             | 4      |
| 1934/35 | Ripensia Timișoara | România | 20             | 6      |
| 1935/36 | Ripensia Timișoara | România | 22             | 9      |
| 1936/37 | Ripensia Timișoara | România | 15             | 11     |
| 1937/38 | Ripensia Timișoara | România | 18             | 21     |
| 1938/39 | Ripensia Timișoara | România | 19             | 10     |
| 1939/40 | CAM Timișoara      | România | 17             | 10     |
| 1940/41 | Ripensia Timișoara | România | 20             | 10     |
| 1941/42 | Ripensia Timișoara | România | N/A            | N/A    |
| 1942/43 | CFR Turnu-Severin  | România | 3              | 0      |
| 1945    | Dura Timișoara     | România | N/A            | N/A    |
| 1946/47 | CFR Timișoara      | România | 1              | 0      |
| 1948/49 | Ripensia Timișoara | România | N/A            | N/A    |